# ウェインズ・ワールド2
『ウェインズ・ワールド2』（Wayne's World 2）は、1993年に公開されたアメリカ合衆国の映画。人気テレビ番組『サタデー・ナイト・ライブ』の1コーナーを映画化したもので、『ウェインズ・ワールド』の続編。
日本では劇場公開されず、ビデオリリースのみだった。ロックに関する小ネタや映画のパロディが盛り込まれているコメディ映画。

## あらすじ
ロック好きの若者　ウェインとガースは、人気ケーブルテレビ番組「ウェインズ・ワールド」を放送中の名コンビ。ウェインは念願の一人暮らしも始め、ロック・ミュージシャンの彼女カサンドラとの仲も絶好調。そんなある日、夢の中でジム・モリソンから「コンサートを開け」という謎の啓示を受ける。

## キャスト
※括弧内は日本語吹替
- ウェイン・キャンベル - マイク・マイヤーズ（山寺宏一）
- ガース・アルガー - ダナ・カーヴィ（堀内賢雄）
- カサンドラ・ウォン - ティア・カレル（深見梨加）
- ボビー・カーン - クリストファー・ウォーケン（大塚芳忠）
- ハニー・ホーネー - キム・ベイシンガー（藤生聖子）
- ジム・モリソン - マイケル・A・ニックルズ（後藤敦）
- デル・プレストン - ラルフ・ブラウン（中田和宏）
- ミルトン - クリス・ファーレイ（安西正弘）
- ジェフ・ウォン - ジェームズ・ホン（立木文彦）
- フランキー・シャープ - フランク・ディレオ（辻親八）
- ジェリー・シーゲル - ケヴィン・ポラック（古田信幸）
- ベティ・ジョー - オリヴィア・ダボ（雨蘭咲木子）
- ビョーゲン・キョーゲン - ドリュー・バリモア（松岡ミユキ）
- ハンサム・ダン - ハリー・シェアラー（ゴンゾ）
- エアロスミス
- ヘザー・ロックリア
- リップ・テイラー（チョー）
- チャールトン・ヘストン（筈見純）